# Максвейн (Каліфорнія)
Максвейн (англ. McSwain) — переписна місцевість (CDP) в США, в окрузі Мерсед штату Каліфорнія. Населення — 4480 осіб (2020).

## Географія
Максвейн розташований за координатами 37°18′52″ пн. ш. 120°35′12″ зх. д. / 37.31444° пн. ш. 120.58667° зх. д. (37.314545, -120.586741).  За даними Бюро перепису населення США в 2010 році переписна місцевість мала площу 15,64 км², уся площа — суходіл.

## Демографія
Згідно з переписом 2010 року, у переписній місцевості мешкала 4171 особа в 1334 домогосподарствах у складі 1168 родин. Густота населення становила 267 осіб/км².  Було 1409 помешкань (90/км²).
Расовий склад населення:
| - 76,6 % — білих - 6,8 % — азіатів - 1,3 % — чорних або афроамериканців - 0,8 % — корінних американців - 0,2 % — вихідців з тихоокеанських островів - 10,1 % — осіб інших рас |

До двох чи більше рас належало 4,1 %. Частка іспаномовних становила 25,9 % від усіх жителів.
За віковим діапазоном населення розподілялося таким чином: 27,5 % — особи молодші 18 років, 59,6 % — особи у віці 18—64 років, 12,9 % — особи у віці 65 років та старші. Медіана віку мешканця становила 40,5 року. На 100 осіб жіночої статі у переписній місцевості припадало 105,6 чоловіків;  на 100 жінок у віці від 18 років та старших — 100,7 чоловіків також старших 18 років.
Середній дохід на одне домашнє господарство  становив 124 403 долари США (медіана — 100 156), а середній дохід на одну сім'ю — 134 155 доларів (медіана — 108 165). Медіана доходів становила 66 108 доларів для чоловіків та 63 357 доларів для жінок. За межею бідності перебувало 8,1 % осіб, у тому числі 8,8 % дітей у віці до 18 років та 4,4 % осіб у віці 65 років та старших.
Цивільне працевлаштоване населення становило 2062 особи. Основні галузі зайнятості: освіта, охорона здоров'я та соціальна допомога — 31,2 %, науковці, спеціалісти, менеджери — 11,3 %, публічна адміністрація — 10,3 %, виробництво — 9,5 %.